# Provincia del Kurdistan
La provincia del Kurdistan, anche Kordestān o Kurdestan (in curdo Parêzgeha Kurdistanê‎;  in persiano استان کردستان‎, 'Ostān-e Kordestān'), è una delle trentuno province dell'Iran. Il capoluogo è Sanandaj. Nonostante il nome, la provincia rappresenta solo una parte del Kurdistan iraniano.

## Geografia antropica

### Suddivisioni amministrative
La provincia è divisa in 10 shahrestān:
- Shahrestān di Baneh
- Shahrestān di Bijar
- Shahrestān di Dehgolan
- Shahrestān di Divandarreh
- Shahrestān di Kamyaran
- Shahrestān di Marivan
- Shahrestān di Qorveh
- Shahrestān di Sanandaj
- Shahrestān di Saqqez
- Shahrestān di Sarvabad